# Jiang Jianqing

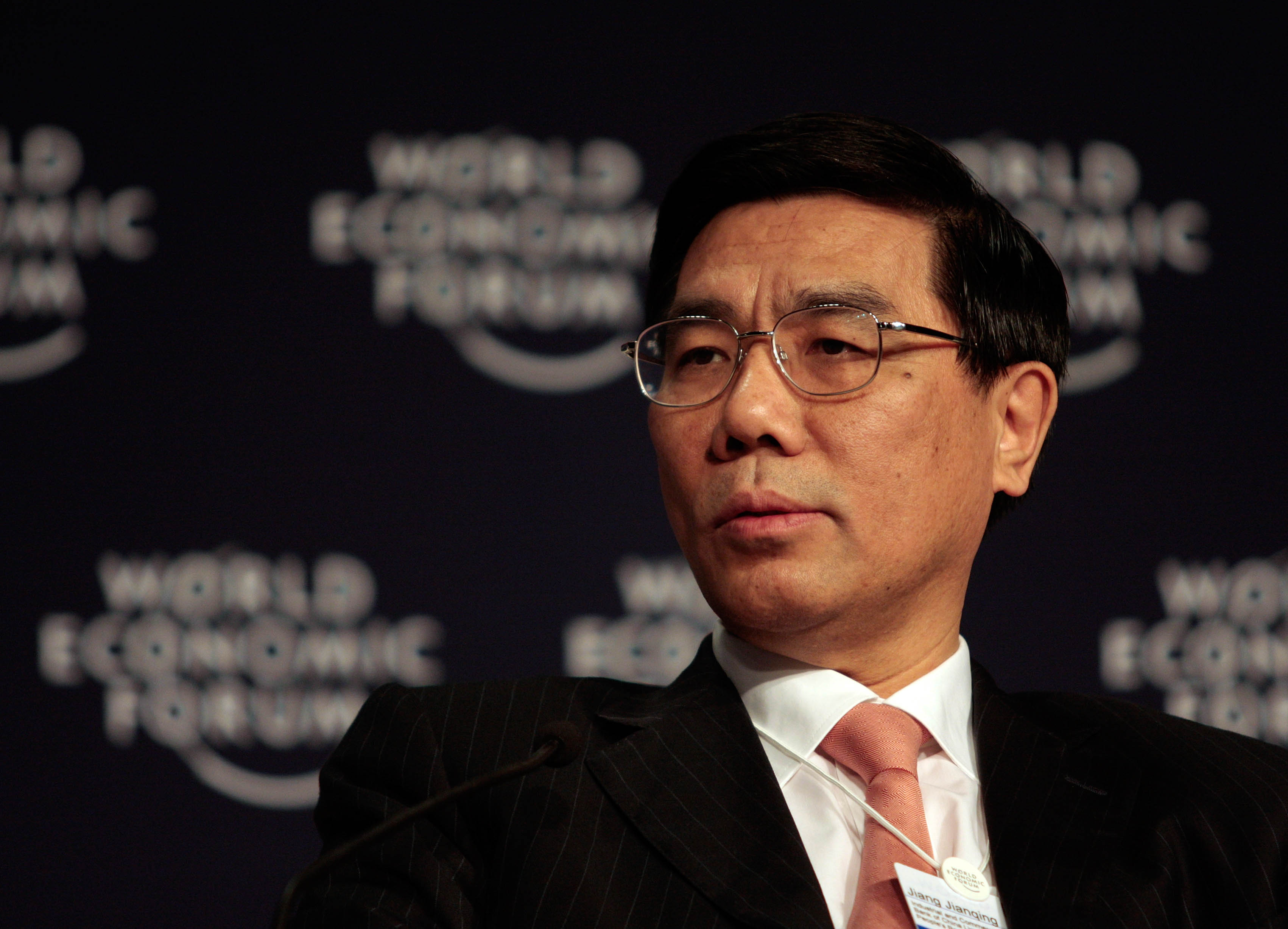
Jiang Jianqing, 2008

Jiang Jianqing, chinesisch: 姜建清; pinyin: Jiāng Jiànqīng (* 1. Februar 1953) ist ein chinesischer Bankmanager und seit 2005 Vorstandsvorsitzender der Industrial and Commercial Bank of China (ICBC), der größten Bank der Welt.
Jiang Jianqing begann seine Karriere 1984 bei der ICBC und wurde im Februar 2000 zu deren Präsidenten ernannt. Vor seiner Ernennung zum Präsidenten arbeitete Jiang in verschiedenen Positionen für die ICBC, unter anderem als Vizepräsident der ICBC in Shanghai und als Präsident der Shanghai Urban Cooperation Commercial Bank, heute die Bank von Shanghai.
Derzeit ist er gleichzeitig der Vorsitzende des Vorstandes der Industrie und Handelsbank von China (Asia) Limited, Mitglied der Währungskommission der Volksrepublik China, Vorsitzender der China Banking Association, stellvertretender Vorsitzender der Gesellschaft für Finanzierung und Kreditwirtschaft in China und Lehrer der Doktoranden der Jiaotong-Universität Shanghai. Er studierte in Shanghai an der Universität für Finanzen und Wirtschaft und an der Jiaotong-Universität. Jianqing erhielt einen Master-Abschluss in Maschinenbau sowie einen Doktortitel in Management.